# Druskininkai
Druskininkai er beliggende ved bredden af Nemunas-floden i det sydlige Litauen i Alytus apskritis, 60 km syd for hovedbyen i apskritis, Alytus, tæt ved grænsen til Hviderusland og Polen og ca 300 km fra Østersøen. Byen hovedsæde i Druskininkai kommune og har et indbyggertal på 15.5472011. Druskininkai er Litauens ældste kurby med kurbade siden 1800-tallet.

## Navn
Druskininkai er litauisk, men staves forskelligt på andre sprog: polsk: Druskieniki, hviderussisk: Друскенікі og russisk: Друскининкай (udtales druskininkɐi).

## Historie
I begyndelsen af 1800-tallet analyserede Ignacy Fonberger, professor ved Vilnius universitet, den kemiske sammensætning af Druskininkai's kildevand og påviste, at vandet indeholder store mængder af calcium, natrium, kalium, jod, brom, jern og magnesium. Kendskabet fremmede byens rolle som feriested for befolkningen i Vilnius.
I 1837 gav Zar Nikolaj I af Rusland status Druskininkai af "kurby", og konstruktion af pensioner og vandrerhjem påbegyndtes. For at lette transporten til kurbyen blev en færgeforbindelse på Nemunas oprettet.
Kurbyen blev populær i store dele af Polen og Litauen. I 1862 blev jernbanen Warszawa-Skt. Petersborg åbnet med en station 19 km fra byen. I begyndelsen af det 1900-tallet blev kurbyen Druskininkai et af de mest populære feriesteder i området, med turister og rekonvalescenter fra hele verden, og blev feriested for middelklassen i Vilnius, Warszawa og Moskva.
Efter 1. verdenskrig blev byen besat af Polen og udvikledes som kurby. Interessen for byen blev fremmet af diktatoren Józef Piłsudski, som tilbragte de fleste af sine sommerferier i Druskininkai. Det meste kurbyen blev opkøbt af den statsejede bank Gospodarstwa Krajowego og opførelsen af luksuriøse villaer og pensioner tog fart. I 1934 blev jernbaneforbindelse til Porzecze i voivodskabet Pommern åbnet.
Efter Polen blev invaderet i september 1939, blev byen kortvarigt en del af den hviderussiske SSR, men en måned senere genforenedes Druskininkai med Litauen. I 1951 begyndte Druskininkai at vokse hurtigt og flere store sanatorier og kurbade blev åbnet. Byen blev et berømt feriested, der tiltrak omkring 400.000 sovjetiske besøgende om året.
Opløsningen af Sovjetunionen medførte store økonomiske problemer for Litauen og nogle af dets feriebyer, der mistede mange af deres turister. I 2001 var ledigheden i Druskininkai 29%. Senere er sanatorier, kurbade og byens infrastruktur er blevet renoveret af lokale myndigheder og private.
Trods beskadigelser under 1. verdenskrig og den polske invasion i 1921, har byen en række huse og villaer, der afspejler alle perioder i dens udvikling som russisk, polsk og litauisk kurby.

## Kurstedet Druskininkai
Der er 7 mineralske kilder i byen, som benyttes til behandling af forskellige sygdomme og mudderbade. Der er 9 sanatorier i Druskininkai og det første vandland i Litauen blev åbnet i 2006. Druskininkai er omgivet af fyrreskove, der sikrer frisk luft i byen og dens omegn.
Druskininkais indendørs skipist er i øjeblikket under opførelse. Efter projektets afslutning, vil det være en af de største indendørs pister i Europa med en længde 412 m, bredde op til 63 m og en højdeforskel på 65,65 m.

## Kultur
Der er en række kunst-og historiske museer og gallerier i byen. Mange kulturelle begivenheder finder sted, de fleste af dem i løbet af foråret, sommeren og efteråret.
Fra 1896 til 1910 boede den berømte litauiske komponist og maler Mikalojus Konstantinas Čiurlionis i byen. En række af arrangementer finder hvert år sted på museet til minde om ham.
En årlig poesi begivenhed, "Druskininkai poetisk efterår", begyndte i 1985 og tiltrækker forfattere fra hele verden. I 2001 blev Grūtas Park åbnet i nærheden af Druskininkai. I parken er samlet skulpturer og andet materialer fra sovjettiden.

## Galleri
- Druskininkais museum
- Skovmuseum i Druskininkai
- Ortodoks kirke i Druskininkai
- Druskininkais vandland